# Ermite d'Auguste
Phaethornis augusti
Espèce
Statut de conservation UICN

 LC  : Préoccupation mineure
Statut CITES
Répartition géographique
L'Ermite d'Auguste (Phaethornis augusti) est une espèce de colibris de la sous-famille des Phaethornithinae.

## Distribution
L'ermite anthophile est présent au Venezuela et en Colombie, au Guyana et dans l'extrême nord du Brésil.
- P. a. curiosus Wetmore, 1956 — sierra Nevada de Santa Marta ;
- P. a. augusti (Bourcier, 1847) — montagnes de l'est de la Colombie et cordillère de la Costa (Venezuela) ;
- P. a. incanescens (Simon, 1921) — tepuys.